# Koumi (Mali)
Ne doit pas être confondu avec Koumi (Bobo-Dioulasso).
Koumi est un village du Mali dans la région de Koulikoro.

## Histoire
Lors de leur voyage d'exploration en 1887 Louis Frédéric Tautain et Fernand Quiquandon y passent. 